# Картрайт, Джеймс
Джеймс Эдвард «Хосс» Картрайт (англ.: James Cartwright; род. 22 сентября 1949, Рокфорд) — четырёхзвёздный генерал Корпуса морской пехоты США в отставке, который на последнем месте службы занимал должность вице-председателя Объединённого комитета начальников штабов с 31 августа 2007 по 3 августа 2011 года. Ранее он занимал должность командующего Стратегическим командованием США с 1 сентября 2004 по 10 августа 2007 года и исполнял обязанности командующего Стратегическим командованием США с 9 июля по 1 сентября 2004 г. Он ушёл в отставку 3 августа 2011 года после почти 40 лет службы.
Картрайта обвиняли в разглашении секретной информации, которая была опубликована в книге Дэвида Сэнгера «Противостоять и скрывать». В ходе расследования, Картрайт согласился дать интервью ФБР без присутствия адвоката. Ему было предъявлено обвинение во лжи ФБР относительно времени и места встреч с Сэнгером. Картрайт никогда не обвинялся в утечке какой-либо секретной информации; Сэнгер утверждает, что Картрайт не предоставил ему никаких секретных материалов. 17 октября 2016 года он признал себя виновным во лжи ФБР относительно расследования источника утечки секретной информации. Он должен был быть приговорён 31 января 2017 года, но был помилован, а 17 января 2017 года президент Барак Обама восстановил его допуск к системе безопасности.

## Юность и образование
Картрайт родился 22 сентября 1949 года в Рокфорде, штат Иллинойс, учился в Западной средней школе перед тем, как поступить в Университет Айовы. Там он был стипендиатом клуба Соколиные глаза Айовы.

## Карьера

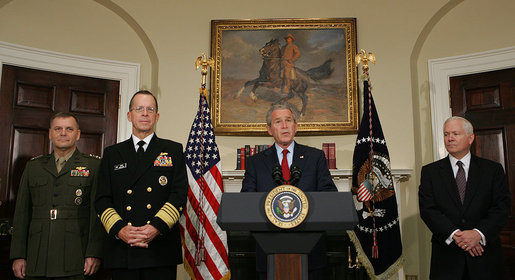
Президент Джордж Буш (на кафедре) объявляет о назначении Картрайта (крайний слева) и Майкла Маллена (второй слева) на должности заместителей председателя и председателя Объединённого комитета начальников штабов, соответственно, 28 июня 2007 г.

Картрайт был назначен вторым лейтенантом морской пехоты США в ноябре 1971 года. Он прошёл курс обучения лётного офицера ВМФ и окончил его в апреле 1973 года. Он прошёл курс обучения военно-морского авиатора и окончил его в январе 1977 года. У него есть оперативные задания в качестве лётного офицера ВМС на F-4 и в качестве пилота на F-4, OA-4 и F / A-18. Его псевдонимом является имя вымышленного персонажа: Эрик «Хосс» Картрайт, средний брат из классического телешоу 1960-х годов «Бонанза», которого сыграл актёр Дэн Блокер.
В оперативные обязанности Картрайта входили:
- командующий 1-м авиакрылом морской пехоты (2000—2002 гг.);
- Заместитель командующего главнокомандующим морскими силами Атлантики (1999—2000 гг.);
- Командир 31-й авиационной группы морской пехоты (1994—1996);
- Командир 232-й ударной истребительной эскадрильи морской пехоты (1992);
- 24-я группа морских самолётов с фиксированным крылом (1991 год);
- Командир 12-й эскадрильи морской авиации (1989—1990);
- Сотрудник по административным вопросам и исполняющий обязанности офицера по операциям с развёрнутыми перевозчиками VMFAT-101 (1983—1985 годы);
- Специалист по техническому обслуживанию ВС ВМФА-235 (1979—1982);
- Офицер линейной дивизии VMFA-333 USS Нимиц (1975—1977);
- Офицер по посадке на борт OIC VMFA-251 & 232 (1973—1975)[7].

Штатные должности Картрайта включают: директор по структуре сил, ресурсам и оценке, J-8 Объединённого штаба (2002—2004 гг.); Управление структуры, ресурсов и оценки сил, J-8 Объединённого штаба (1996—1999); Заместитель штаб-квартиры по авиационным планам, политике и бюджетам, Корпус морской пехоты США (1993—1994); Помощник руководителя программы по инженерным работам, командование авиационных систем ВМС F / A-18 (1986—1989).
В 1983 году Ассоциация морской авиации назвала Картрайта выдающимся авиатором-авианосцем. Он с отличием окончил Колледж воздушного командования и штаба, Maxwell AFB 1986, и получил степень магистра гуманитарных наук в области национальной безопасности и стратегических исследований в Военно-морском колледже, Ньюпорт, Род-Айленд, 1991. В 2008 году он был удостоен награды за выдающиеся лидерские качества военно-морского колледжа. Он был отобран для учёбы в Массачусетском технологическом институте в 1994 г.
С 9 июля по 1 сентября 2004 года генерал-лейтенант Картрайт исполнял обязанности командующего Стратегическим командованием США, ожидая официального вступления в должность и повышения в должности нового командующего Стратегическим командованием. 1 сентября 2004 года Картрайт был приведён к присяге как командующий Стратегическим командованием США. В тот же день ему присвоили звание генерала.

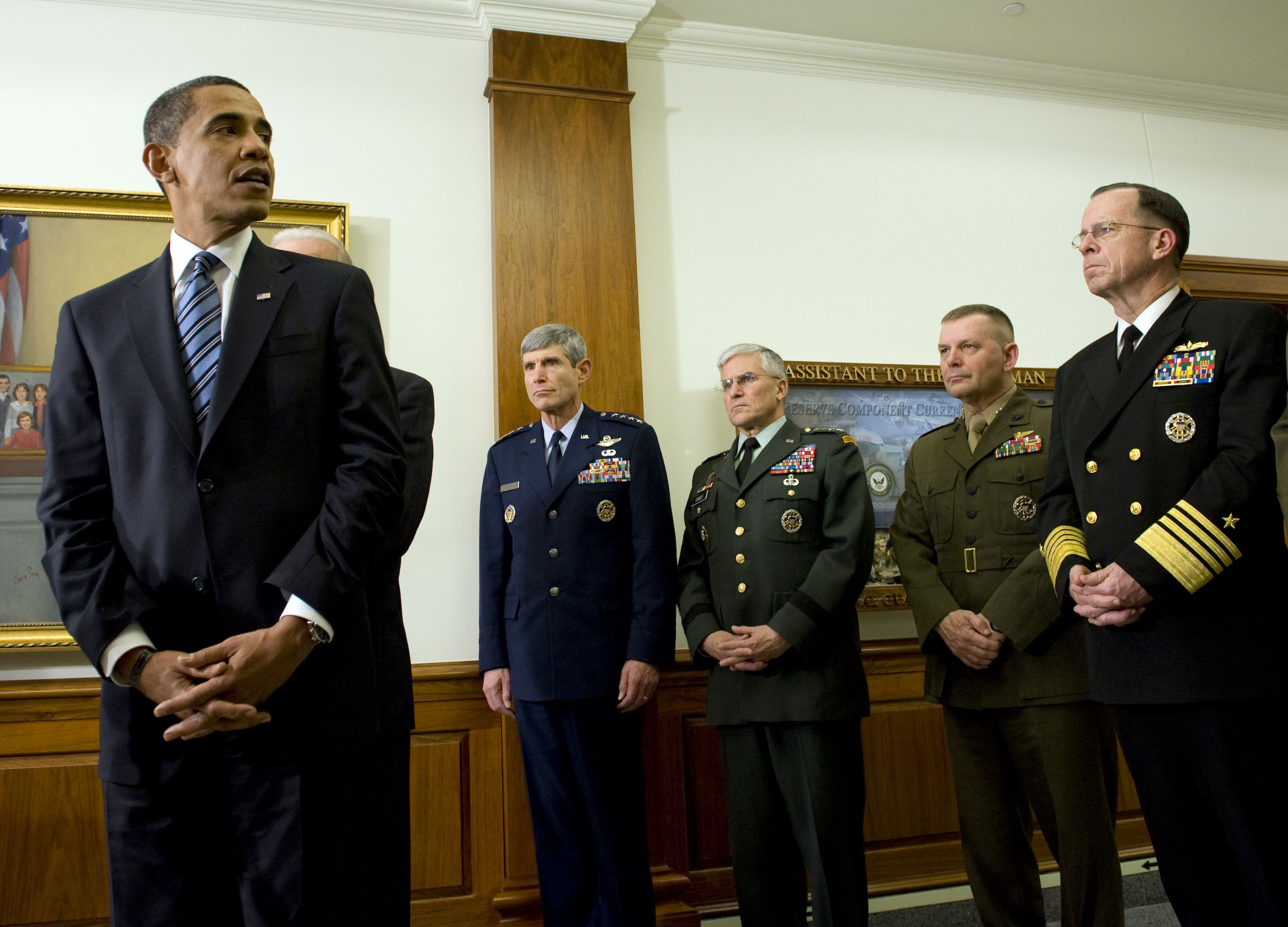
(28 января 2009 г.) Президент Барак Обама с генералом Нортон Шварц, начальник штаба ВВС; генерал Джордж У. Кейси, начальник штаба армии США; генерал Джеймс Э. Картрайт, заместитель председателя Объединённого комитета начальников штабов и адмирал Майк Маллен, председатель Объединённого комитета начальников штабов, во время первого визита президента в Пентагон в качестве главнокомандующего.

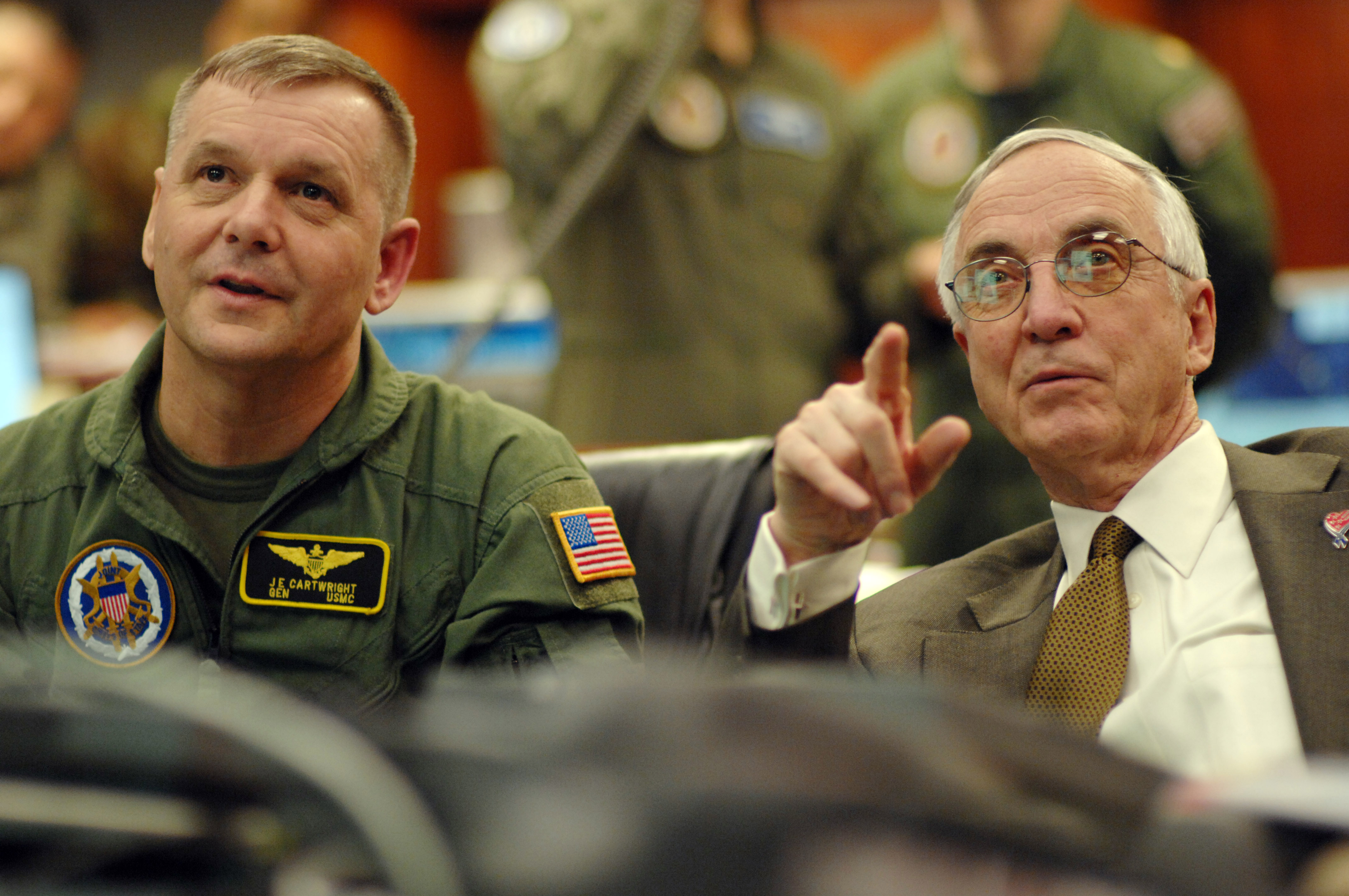
Картрайт (слева) и заместитель министра обороны Гордон Р. Ингланд наблюдают за испытаниями противоракетной ракеты SM-3 в 2008 году.

8 июня 2007 года министр обороны США Роберт Гейтс рекомендовал Картрайту стать следующим заместителем председателя Объединённого комитета начальников штабов, который заменит уходящего в отставку адмирала Эдмунда Джамбастиани; Президент Джордж Буш официально объявил о выдвижении кандидатуры адмирала Майкла Маллена на пост председателя Объединённого комитета начальников штабов 28 июня 2007 г.

Сенатор Джон Уорнер от Вирджинии, старший республиканец в комитете Сената по вооружённым силам, заявил: 
Генерал Картрайт обладает исключительным пониманием и пониманием глобальной позиции, которую Америка должна поддерживать в эту эпоху новых и постоянно меняющихся угроз.
Назначение Картрайта было подтверждено Сенатом в полном составе 3 августа 2007 года. В связи с уходом в отставку адмирала Джамбастиани 27 июля 2007 года Картрайт вступил в должность сразу после подтверждения. Он был приведён к присяге 31 августа 2007 года в качестве 8-го заместителя председателя. 18 марта 2009 года министр обороны Гейтс объявил, что Картрайт был назначен на второй срок заместителем председателя Объединённого комитета начальников штабов. Он был утверждён Сенатом 31 июля 2009 года.

Военные проводили расследование в отношении Картрайта в 2009 и 2010 годах на предмет возможного неправомерного поведения с участием женщины-капитана морской пехоты, и следователи рекомендовали административные меры за «неспособность дисциплинировать подчинённого» и «налаживание чрезмерно близких отношений». Министр ВМС Рэй Мабус, однако, изучил доказательства и счёл их недостаточными, чтобы требовать принятия мер по исправлению положения даже в отношении незначительных правонарушений. Он заявил: 
«Я не согласен с выводом о том, что генерал Картрайт поддерживал „чрезмерно близкие отношения“ со своим помощником. Я также не согласен с тем, что выполнение генералом Картрайтом своих руководящих обязанностей по отношению к своему помощнику или любому другому члену его штата не соответствовало требованиям к руководству».
 Тем не менее, «вопросы о том, как он руководил своими сотрудниками», были упомянуты как причина, по которой Картрайт отказался от избрания на пост в роли кандидата президента Обамы на пост председателя Объединённого комитета начальников штабов в 2011 году. Начальник армии генерал. Мартин Демпси был назвначен на этот пост. «Некоторые республиканцы … тихо критиковали генерала А. Картрайта, назвав его „генералом Обамы“», — также говорится в одном из отчётов того времени.
Картрайт провёл церемонию выхода на пенсию 3 августа 2011 года. Во время церемонии заместитель министра обороны Уильям Линн III вручил Картрайту его четвёртую медаль за выдающиеся заслуги перед обороной. Он также получил медали за отличную службу:
- в армии,
- флоте,
- авиации
- и береговой охране[18].

## Даты и звания
| Звание            | Дата              |
| ----------------- | ----------------- |
| Второй лейтенант  | 12 ноября 1971 г. |
| Старший лейтенант | 1 ноября 1973 г.  |
| Капитан           | 7 ноября 1976 г.  |
| Майор             | 1 августа 1977 г. |
| Подполковник      | 1 ноября 1981 г.  |
| Полковник         | 9 марта 1993 г.   |
| Главный бригадир  | 1 октября 1997 г. |
| Генерал майор     | 2001 г.           |
| Генерал-лейтенант | 6 мая 2002 г.     |
| Генерал           | 21 июля 2004 г.   |

## Военные награды и значки
Картрайт получил следующие награды, знаки отличия и значки:
| Naval Aviator insignia Naval Flight Officer insignia           | Naval Aviator insignia Naval Flight Officer insignia   | Naval Aviator insignia Naval Flight Officer insignia | Naval Aviator insignia Naval Flight Officer insignia            | Office of the Joint Chiefs of Staff Identification Badge |
| Defense Distinguished Service Medal w/ three oak leaf clusters | Navy Distinguished Service Medal                       | Army Distinguished Service Medal                     | Air Force Distinguished Service Medal                           | Office of the Joint Chiefs of Staff Identification Badge |
| Coast Guard Distinguished Service Medal                        | Legion of Merit w/ one 5⁄16" Gold Star                 | Meritorious Service Medal                            | Navy and Marine Corps Commendation Medal w/ one 5⁄16" Gold Star | Office of the Joint Chiefs of Staff Identification Badge |
| Navy and Marine Corps Achievement Medal                        | Joint Meritorious Unit Award w/ four oak leaf clusters | Navy Unit Commendation                               | Navy Meritorious Unit Commendation w/ two 3⁄16" bronze stars    | Office of the Joint Chiefs of Staff Identification Badge |
| National Defense Service Medal w/ two 3⁄16" bronze stars       | Global War on Terrorism Service Medal                  | Korea Defense Service Medal                          | Navy Sea Service Deployment Ribbon w/ one 3⁄16" silver star     | Office of the Joint Chiefs of Staff Identification Badge |

## Расследование утечки, судебные перспективы и помилование
В июне 2013 года сообщалось, что Картрайт получил «целевое письмо» от Министерства юстиции США, в котором сообщалось, что он находится под следствием за утечку секретной информации о Stuxnet, компьютерном вирусе, который использовался в американо-израильской кибератаке против центрифуг в Иране. ядерные объекты (см. Операция Олимпийские игры). По сообщениям, федеральные следователи подозревали, что Картрайт «слил» детали операции репортёру New York Times.
В марте 2015 года газета Washington Post сообщила, что расследование «деликатной утечки», возглавляемое Родом Дж. Розенштейном, «застопорилось из-за опасений, что судебное преследование в федеральном суде может заставить правительство подтвердить» информацию о строго засекреченной программе. Официальные лица США опасались, что если в какой-либо информации будет раскрыта секретная информация, это нанесёт ущерб американо-израильским отношениям, а также осложнит ожидаемые на тот момент переговоры по соглашению с Ираном по ядерной программе. Сообщалось, что федеральные прокуроры обсуждали с офисом юрисконсульта Белого дома, который тогда возглавляла Кэтрин Рюммлер, будут ли рассекречены определённые материалы, важные для дела, и Рюммлер сообщил, что правительство не желает предоставлять документацию.

Картрайт отрицал какие-либо нарушения; его адвокат Грегори Б. Крейг заявил в марте 2015 года, что Картрайт не контактировал с федеральными следователями более года. Крейг заявил: 
«Генерал Картрайт не сделал ничего плохого. Он посвятил всю свою жизнь защите Соединённых Штатов. Он никогда не сделает ничего, что ослабит нашу национальную оборону или подорвёт нашу национальную безопасность. Хосс Картрайт — национальное достояние, настоящий герой и великий патриот».
2 ноября 2012 года в интервью ФБР Картрайт отрицал, что был источником утечек. 17 октября 2016 года Картрайт признал себя виновным в окружном суде округа Колумбия США по обвинению в даче ложных показаний во время расследования утечки информации, что само по себе является уголовным преступлением.
Уходящий президент Барак Обама помиловал Картрайта 17 января 2017 года за две недели до назначенного ему слушания по приговору.

## Работа после выхода на пенсию
Картрайт был первым руководителем кафедры Гарольда Брауна по исследованиям оборонной политики в Центре стратегических и международных исследований, аналитическом центре. – этот пост он занимал с 2011 по 2017 год. Вдобавок Картрайт является членом совета директоров компании Raytheon старшим научным сотрудником Белферского центра науки и международных отношений при Гарвардской школе Кеннеди и консультантом по обороне для ABC News.
Картрайт является консультантом нескольких корпоративных структур, занимающихся глобальным управленческим консалтингом, технологическими услугами и программными решениями, прогнозированием и анализом больших данных, а также передовыми услугами системного проектирования, интеграции и поддержки принятия решений. Он является советником совета директоров Accenture, Капитал Просвещения, IxReveal, Logos Technologies , Opera Solutions, и TASC Inc. Он также связан с рядом профессиональных организаций, включая Aspen Strategy Group, Атлантический совет, Инициатива по ядерной угрозе, и Sanya Initiative. 
Картрайт также является ведущим сторонником поэтапной и проверенной ликвидации всего ядерного оружия во всём мире («Глобальный ноль (кампания)»). В октябре 2011 года он выступал на саммите Global Zero Summit в Президентской библиотеке Рональда Рейгана в Сими-Вэлли, Калифорния и в настоящее время является председателем Комиссии США по ядерной политике Global Zero, которая в мае 2012 года опубликовала свой отчёт «Модернизация. Структура и политика ядерных сил США» с призывом к Соединённым Штатам и России сократить свои ядерные арсеналы на 80 % до 900 единиц каждый, что проложит путь к вовлечению других стран, обладающих ядерным оружием, на первые в истории многосторонние переговоры по ядерным вооружениям.
В июне 2015 года Картрайт подписал публичное письмо, написанное двухпартийной группой из 19 американских дипломатов, экспертов и других, о предстоящих в то время переговорах по соглашению между Ираном и мировыми державами по ядерной программе Ирана. В этом письме изложены опасения по поводу некоторых положений тогда ещё незавершённого соглашения и содержится призыв к ряду улучшений, чтобы укрепить предполагаемое соглашение и заручиться его поддержкой со стороны авторов письма. Окончательное соглашение, заключённое в июле 2015 года, показывает влияние письма. Картрайт одобрил окончательное соглашение в августе 2015 года, став одним из 36 отставных генералов и адмиралов, подписавших открытое письмо в поддержку соглашения.
Государственные гражданские должности
- 2011—2013: член консультативного комитета Совета по оборонной политике[34].
- 2014: Комиссия по национальной обороне, Институт мира США[35].